# Картхаузерин, Маргарета
Маргарета Картхаузерин (нем. Margareta Karthäuserin или Margaretha Carthäuserin) — монахиня середины XV века в доминиканском монастыре Святой Екатерины в Нюрнберге и крайне опытный писец.
По мнению некоторых историков, Картхаузерин входила в группу, посланную из Шёненштайнбаха, чтобы помочь Нюрнбергскому монастырю с доминиканской реформой. Библиотека церкви Святой Екатерины была настолько велика, что, как полагают, служила библиотекой для всей провинции Тевтония. Многие тексты монахини копировали сами, возможно, вплоть до половины фондов библиотеки. Картхаузерин считается одной из самых опытных писцов из тридцати двух монахинь-писцов этого монастыря, имена которых известны историкам. Согласно К. Г. фон Мурру, между 1458 и 1470 годами она скопировала восемь больших сборников для хора, которые в более поздние годы можно было найти в городской библиотеке Нюрнберга. Помимо этого, она также написала Pars Aestivalis Миссала (1463) и Pars Hiemalis. Последняя была скопирована с помощью другой монахини из того же монастыря, Маргареты Имхоф (1452).
Картхаузерин — одна из 999 известных женщин, чьи имена указаны на Этаже наследия художественной инсталляции Джуди Чикаго «Званый ужин» (1979).